# 通信ケーブル
通信ケーブル（つうしんケーブル、英: telecommunications cable、あるいはcommunication cable）とは、通信のためのケーブルの総称である。別の言い方をすれば、有線通信の情報の伝送路。
通信ケーブルにはおもに、メタルケーブル（主に銅などの、金属類を用いたケーブル）と、光ファイバーケーブルがある。
メタルケーブル
ひとことにメタルケーブルと言っても電力用のものと通信用のものがあるのだが、通信用のメタルケーブルというのは、電力用のものとは機能的にも設計的にも大きく異なっている。電力用のメタルケーブルと比べて、通信用のメタルケーブルというのは、そこに流れる電気の電圧も電流も小さい。電力用のメタルケーブルでは直流もしくは低周波の交流が流れるのに対し、通信用のメタルケーブルではもっと高い周波数の電流が流れる。電力用のメタルケーブルは太い傾向があり、太いものでは1インチや2.5cmほどにもなるのに対し、通信用のメタルケーブルでは細い傾向があり0.05インチつまり1.25mmほどのものもある。電力用はせいぜい3本ほどの導体しか入っていないのに対し、通信用のケーブルでは導体の本数がもっと多いものがあり、たとえば電話用のメタルケーブルでは千本以上の導体が入っている。
通信用のメタルケーブルは、内部構造によって、同軸ケーブルと平衡対ケーブルに分類できる。
電線の記事の中の「通信用」の節も参照のこと。
光ファイバーケーブル
光ファイバーケーブルについては、光ファイバーの記事で解説。